# Rainer Prieß
Rainer Prieß (* 30. August 1954) ist ein ehemaliger deutscher Fußballspieler, der im Frühjahr 1979 drei Länderspiele in der deutschen Fußballnationalmannschaft der Amateure absolviert hat. Von 1975 bis 1984 hat Prieß in der Fußball-Oberliga Nord für die Vereine Eintracht Braunschweig Amateure, SV Union Salzgitter und den VfL Wolfsburg insgesamt 266 Spiele absolviert und 29 Tore erzielt.

## Laufbahn
Der Defensivspieler Rainer Prieß belegte in der Saison 1974/75 mit der Amateurmannschaft von Eintracht Braunschweig in der Landesliga des Niedersächsischen Fußballverbandes den dritten Rang. In der Aufstiegsrunde zur AOL Nord setzte sich seine Mannschaft gegen die Konkurrenten VfB Lübeck, VfB Peine und Altonaer FC 93 durch und stieg in die Amateuroberliga Nord auf. Prieß hatte an der Seite von Mitspielern wie Uwe Hain, Rainer Slodczyk, Peter Hayduk und Uwe Krause fünf Spiele bestritten. Beim Aufsteiger absolvierte er unter Trainer Heinz Patzig und neben Mitspielern wie Matthias Bruns und Wolfgang Grobe in der Saison 1975/76 alle 34 Rundenspiele und erzielte drei Tore. Auch im zweiten Oberligajahr mit den Eintracht-Amateuren, 1976/77, bestritt Prieß alle 34 Ligaspiele und erzielte sechs Tore. Seine Leistung im Verein führte ihn in die Verbandsauswahl von Niedersachsen und er trat mit der NFV-Auswahl im Wettbewerb des Länderpokals gegen die Vertretungen vom Niederrhein (2:1, 1:1) und Westfalen (3:1, 1:4 n. V.) an.
Zur Saison 1977/78 schloss er sich dem Vizemeister SV Union Salzgitter an, welcher in der Aufstiegsrunde zur 2. Bundesliga an Rot-Weiß Lüdenscheid, SV Siegburg 04 und Holstein Kiel gescheitert war. Mit Trainer Imre Farkasinski (bis Februar 1978) und des weiteren Neuzugangs Jürgen Dudda erreichte Salzgitter aber nur den neunten Rang. Prieß hatte 32 Spiele absolviert und fünf Tore erzielt. Mit der Verbandsauswahl von Niedersachsen verliefen die Spiele für Prieß im Länderpokal aber erfolgreicher. Nach Erfolgen gegen Württemberg, Bremen und im Halbfinale gegen Nordbaden zog er mit seinen Mannschaftskollegen Bernd Krumbein, Kurt Pinkall und Peter Rühmkorb in die Finalspiele im März 1978 gegen Westfalen ein. In beiden Spielen setzte sich aber die Vertretung Westfalens jeweils mit 1:0 durch. Nach einem Jahr in Salzgitter unterschrieb Prieß, wie auch seine Mannschaftskameraden Peter Ament und Klaus-Dieter Schäfer, beim Vizemeister VfL Wolfsburg zur Saison 1978/79 einen neuen Vertrag. Wiederum hatte er aber keinen glücklichen Zeitpunkt beim Vereinswechsel getroffen. Wolfsburg musste sich mit dem fünften Rang zufriedengeben und Salzgitter erreichte den dritten Platz. Die Unruhe im Trainerbereich – mit Farkasinski, Henk van Meteren und ab dem 28. April 1979 mit Wilfried Kemmer, waren gleich drei Trainer in dieser Runde beim VfL im Einsatz gewesen – verhinderte bei den „Wölfen“ die angestrebte Meisterschaft. Prieß hatte alle 34 Rundenspiele absolviert und fünf Tore erzielt. Seine Leistung in Wolfsburg fand Beachtung beim DFB. Erich Ribbeck, der verantwortliche DFB-Trainer für die Amateurnationalmannschaft, berief ihn im Frühjahr 1979 in die Amateurauswahl für drei Länderspiele im März gegen Italien (0:2), im April gegen Jugoslawien (2:3) und im Mai gegen Frankreich (1:3).
Auch die Auftritte im DFB-Pokal am 25. August 1979 gegen den VfB Stuttgart (0:3), 30. August 1981 gegen Rot-Weiß Lüdenscheid (2:1) und am 10. Oktober 1981 beim SSV Ulm (1:2) waren sportliche Höhepunkte für Prieß mit dem VfL Wolfsburg. Mit den „Wölfen“ spielte Prieß einschließlich der Saison 1983/84 in der Oberliga, der Aufstieg in die 2. Bundesliga gelang aber nicht.
Von 1978 bis 1984 hat er für den VfL Wolfsburg in der Amateur-Oberliga Nord 166 Ligaspiele absolviert und 15 Tore erzielt.